# Есиркенов, Досжан Русланович
Досжан Русланович Есиркенов (15 сентября 1985, Усть-Каменогорск, Казахская ССР, СССР) — казахстанский профессиональный хоккеист, правый нападающий.

## Карьера
Д. Р. Есиркенов – воспитанник усть-каменогорского хоккея. Основную часть карьеры провел в ХК «Казцинк-Торпедо».
В высшей лиге провел 193 игры, набрав 46+57 очков.
В первой лиге чемпионата России провел 14 игр, набрав 9+10 очков в составе «Сарыарки».
В чемпионате Казахстана провел 47 игр, набрав 15+13 очков. Двукратный чемпион Казахстана (2004/05, 2006/07).
Выступая с 2010 года в ВХЛ за ХК «Казцинк-Торпедо», сыграл в 124 играх, набрав 23+35 очков.
С 2000 года привлекался в юношеские и молодёжные сборные.
На чемпионатах мира 2007 и 2008 года провел 10 игр, набрав 2+3 очка. В 2007 году сборная Казахстана взяла бронзу в 1 дивизионе, а в 2008 – серебро дивизиона.